# Michel Chasles
Michel Chasles (Épernon, 15 novembre 1793 – Parigi, 18 dicembre 1880) è stato un matematico francese.
Suo padre era un abile commerciante di legname e divenne anche presidente della Camera di Commercio di Chartres. Chasles fu battezzato Floréal dai suoi genitori, nel periodo di maggiore durezza della rivoluzione francese; il suo nome fu cambiato verso i 16 anni.

## Biografia
Dopo brillanti studi superiori, Chasles entra all'École polytechnique nel 1812 sotto la guida di Siméon Denis Poisson. Nel 1814 viene chiamato alle armi da Napoleone in difesa di Parigi. Poco dopo, finita la guerra, ritorna ai suoi studi di matematica e diventa professore nel 1841. Nel 1846 viene istituita per lui una cattedra di geometria superiore alla Sorbona. Nel 1851 viene eletto membro dell'Accademia francese delle scienze.
Michel Chasles diventa membro straniero della Royal Society il 15 giugno 1854. I suoi lavori di geometria gli varranno la Medaglia Copley nel 1865.

## Opera scientifica
Il suo nome è legato alla “relazione di Chasles” ma questa proprietà era già conosciuta e utilizzata prima di lui. Nel 1837 pubblicò “Aperçu historique sur l'origine et le développement des méthodes en géométrie “ ("Esposizione storica sull'origine e lo sviluppo dei metodi in geometria") uno studio nel campo della geometria proiettiva. Infatti, parallelamente ai lavori di August Ferdinand Möbius, Julius Plücker e Karl von Staudt in Germania, egli completò attraverso un approccio sintetico la geometria proiettiva che Jean Victor Poncelet e Joseph Diaz Gergonne avevano già rinnovato partendo dai lavori di Girard Desargues.
Lavorò anche sulle omografie, introdusse il rapporto anarmonico chiamato anche birapporto di 4 punti allineati e a lui si deve il termine omotetia.
Sulle coniche dimostrò il seguente risultato: "Siano cinque coniche (ellissi, parabole o iperboli) in un piano; esistono 3264 coniche tangenti a quelle cinque" (queste coniche possono essere reali o complesse).
Formulò inoltre diversi importanti teoremi tutti chiamati Teorema di Chasles tra i quali il seguente:
"Se fissiamo i punti A, B, C, D, su una conica γ e consideriamo un generico punto P di γ , allora il birapporto delle rette PA, PB, PC, PD, non varia al variare di P su γ. Viceversa dati quattro punti A, B, C, D ed un numero reale k il luogo dei punti del piano per cui il birapporto delle rette PA, PB, PC, PD, sia uguale a k è una conica passante per A, B, C, D".
La parte saliente della sua opera è pubblicata nel suo "Traité de géométrie supérieure" (1852) (Trattato di geometria superiore).

## Un raggiro
Nella sua Apologie pour l'Histoire, Marc Bloch ricorda una disavventura umiliante in cui incappò Michel Chasles, eminente uomo di scienze, ma poco edotto di storia.
A partire dal luglio 1867, il matematico presentò all'Accademia delle scienze una serie di lettere inedite attribuite a Blaise Pascal, che il falsario Denis Vrain-Lucas aveva appena contraffatto. Queste volevano dimostrare che l'autore dei Pensieri aveva scoperto la legge di gravitazione universale prima di Isaac Newton. Ne nacque una querelle e Chasles ebbe la peggio coprendosi di ridicolo.
Chasles si disperò per essersi fatto ingannare in questo modo. Anche perché, come si seppe più tardi, aveva comprato da Vrain-Lucas altre lettere, più di 27.000: da Alessandro il Grande a Aristotele, da Giulio Cesare a Vercingetorige, da Cesare a Cleopatra, tutte redatte in un finto vecchio francese. Chasles alla sua morte lasciò la sua collezione all'Istituto di Francia, ivi compresi i falsi fabbricati da Vrain-Lucas.

## Opere principali
- Aperçu historique sur l'origine et le développement des méthodes en géométrie (1837), impr. Hayez, Bruxelles
- Mémoire de géométrie sur deux principes généraux de la science: la dualité et l'homographie (1837), impr. Hayez, Bruxelles
- Traité de géométrie supérieure (1852), 1 vol. in-8° (XLII-585 p.-12 p. de pl.), Bachelier, Paris (2e édition par Gauthier-Villars en 1880)
- Les Trois Livres de Porismes d'Euclide, rétablis pour la première fois, d'après la notice et les lemmes de Pappus (1860), 1 vol. in-8° (IX+324 p.), impr. Mallet Bachelier, Paris
- Traité des sections coniques, faisant suite au Traité de géométrie supérieure (1865), éd. Gauthier-Villars, Paris

Sul raggiro di cui fu vittima:
- "I Signori della Truffa" di Domenico Vecchioni, Editoriale Olimpia, 2009, Firenze

## Onorificenze
Il suo nome compare tra i settantadue nomi di insigni cittadini francesi incisi sulla Torre Eiffel.
Nel 1865 gli viene conferita la Medaglia Copley.

## Curiosità
È sepolto al cimitero di Père-Lachaise.